# Aborto na Espanha
O aborto na Espanha é permitido até a 14ª semana de gestação e, até a 22ª, desde que a gestação possa comprometer a vida ou a saúde da gestante ou constatada malformação no feto, se certificada por dois médicos. Após esse período, o aborto fica condicionado, a partir de laudos de um painel de médicos, à anomalia fetal que signifique risco à vida ou quando o feto sofrer de doença grave e incurável.

## Histórico
O aborto foi legalizado na Espanha em 1985, pelo governo de Felipe González, do Partido Socialista Operário Espanhol (PSOE), com algumas condições.
Em 24 de fevereiro de 2010, o Senado da Espanha, durante o governo socialista de José Luis Rodríguez Zapatero (também do PSOE), o aprovou em definitivo e com possibilidades ampliadas. A lei permite, inclusive, que as adolescentes com idade entre 16 e 18 anos possam interromper a gravidez mesmo sem o consentimento de seus pais. A lei entrará em vigor quatro meses após a publicação no diário oficial.
Segundo dados da Eurostat, a taxa de abortos legais por nados-vivos manteve-se passou de 4% em 1987 (primeiro ano com dados) tendo aumentado rapidamente até 11% em 1991, desde então o aumento tem-se mantido em cerca de 0.6% ao ano chegando a 16.0% em 2000.
Em 1996 havia 106 clínicas em Espanha notificando abortos. Em 2005 eram 134. Do total de abortos, 97% são feitos em clínicas privadas. O Ministério, ao insistir  no termo "abortos notificados", tacitamente admite que nem todos os abortos se notificam. [carece de fontes?]
Do total de abortos praticados em 2005, 50,36% corresponde a mulheres de entre 20 e 29 anos, e outros 14,05%, a menores de 20 anos. Neste último grupo, o número total de abortos foi de 12.883. Como nos anos anteriores, em 2005 aumentou ligeiramente a percentagem de mulheres solteiras, as quais correspondem a 65,84% do total. [carece de fontes?]
Em 2009, cerca de 116 mil mulheres praticaram o aborto no país - aumento de 3,27% sobre 2008. Estima-se que mais de 10 mil tivessem até 18 anos de idade. Os dados são do governo espanhol.

### Projeto de lei de 2013
Um projeto de lei "de proteção da vida do concebido e dos direitos da mulher gestante", elaborado pela oposição e apresentado em dezembro de 2013, propõe restringir os casos em que o aborto seria legalizado. Se o projeto for aprovado, só serão permitidos os abortos em caso de estupro, até a 12ª semana de gestação, e de risco para a vida ou saúde física ou psíquica da mulher, até a 22ª. As jovens de 16 e 17 anos também passariam a precisar da autorização dos pais para abortar. O projeto causou reações contrárias na população, com diversas manifestações defendendo o direito da interrupção da gravidez, por parte de grupos que temem mortes de mulheres em clínicas abortivas clandestinas caso o projeto seja aprovado.